# Callopistria trinitensis
Callopistria trinitensis là một loài bướm đêm trong họ Noctuidae.